# Metopius brevispina
Metopius brevispina là một loài tò vò trong họ Ichneumonidae.